# Ar-Rajhanijja
Ar-Rajhanijja – wieś w Syrii, w muhafazie Al-Hasaka. W 2004 roku liczyła 332 mieszkańców.